# Sephena ausena
Sephena ausena är en insektsart som beskrevs av Medler 2000. Sephena ausena ingår i släktet Sephena och familjen Flatidae. Inga underarter finns listade i Catalogue of Life.